# Frankenstein y el hombre lobo
Frankenstein y el Hombre Lobo (Frankenstein Meets the Wolf Man, título original en inglés) es una película de terror estadounidense de 1943 producida por los Universal Studios protagonizada por Lon Chaney, Jr. como el hombre lobo y Bela Lugosi como el monstruo de Frankenstein. Es la primera de una serie de "películas de cruces" de monstruos que combinan varios personajes. Esta película, por tanto, es la quinta en la serie de películas basadas en personaje de Mary Shelley Frankenstein, dirigida después de Ghost of Frankenstein, y una secuela de El hombre lobo.

## Argumento
Unos cuatro años después de los acontecimientos de El hombre lobo y Ghost of Frankenstein, dos hombres irrumpen en una noche de luna llena en la cripta familiar de los Talbot para abrir la tumba de Larry Talbot (Lon Chaney Jr.), buscando las joyas que han sido enterradas con él. Durante el robo, los ladrones sacan el acónito enterrado junto a su cuerpo, siendo despertado de la muerte al contacto de la luz de la luna con su cuerpo. Talbot agarra el brazo del ladrón de tumbas con una mano cubierta de pelo mientras el otro ladrón huye.
Talbot es encontrado por la policía en Cardiff más avanzada la noche, con una importante herida en la cabeza (que le fue producida por su padre al final de El hombre lobo) y llevado a un hospital, donde será tratado por el Dr. Mannering (Patric Knowles). Talbot poco a poco empieza a entender su situación, pero durante la luna llena se transforma en el hombre lobo y mata una agente de policía. A la mañana siguiente Mannering se da cuenta de que su paciente había estado rondando, e intenta razonar con él aunque Talbot es incapaz de aceptar la explicación de su maldición. Mannering deja que el inspector Owen (Dennis Hoey) interrogue a Talbot, que al responder agresivamente es reducido por los guardias de seguridad y atado a su cama con correas de cuero. No creyendo su historia de ser un hombre lobo, el doctor y el detective viajan al pueblo de Llanwelly para investigar a Talbot y su historia. Mientras  están fuera, Talbot escapa del hospital rasgando las ataduras con sus dientes. Buscando una cura para la maldición que le transforma en hombre lobo cada luna llena, Talbot abandona Gran Bretaña y busca a la gitana Maleva (Maria Ouspenskaya), que conoce al doctor Frankenstein (Ludwig Frankenstein, ya que la acción sigue a Ghost of  Frankenstein) y piensa que puede ayudar a Talbot. Juntos  viajan al pueblo de Vasaria, donde Talbot espera encontrar las notas del doctor Frankenstein entre los restos de su propiedad y poder recuperar su vida a través del método científico. Los aldeanos no quieren tener nada que ver con sus deseos o el deseo de conocer nada del fallecido Frankenstein y bruscamente les ordenan marcharse.
Un trastornado Talbot se transforma en hombre lobo y mata a una joven, lo que hace que los aldeanos de Vasaria se organicen para perseguirle. Huyendo hacia las ruinas del castillo de Frankenstein, Talbot atraviesa un suelo quemado y cae a las bodegas congeladas del sótano. Allí recupera su estado normal y va de un lado a otro hasta descubrir al monstruo de Frankenstein (irónicamente interpretado por Lon Chaney Jr. en la película anterior, pero aquí interpretado por Gil Perkins) atrapado dentro de una cámara de congelación: utilizando una piedra, Talbot rompe el hielo y libera a la criatura revivida. Al darse cuenta de que el monstruo es incapaz de localizar las notas del doctor fallecido hace tiempo, Talbot busca a la baronesa Elsa Frankenstein (Ilona Massey) la hija de Ludwig, que está pujando como compradora potencial de la propiedad al saber lo que el sitio esconde. Declina para ayudar a Talbot, pero los dos son invitados al "Festival del Vino Nuevo" por el burgomaestre (Lionel Atwill).
Durante el festival, una interpretación de la canción popular "Faro-la Faro-Li" enfurece a Talbot cuando llega el doctor Mannering. El doctor, habiéndole seguido a través de Europa, conversa con Talbot para persuadirle de que vuelva a Gales antes de que se transforme de nuevo. Talbot rechaza ir con Mannering, y el monstruo aparece en el festival. Tras la aparición del monstruo, Elsa y Mannering prometen ayudar a los habitantes del pueblo para librarlos para siempre de la maldición de Frankenstein. A la mañana siguiente, los dos, junto a Maleva, se encuentran con  Talbot y el monstruo en las ruinas. Mannering se siente fascinado científicamente al momento por el monstruo y la baronesa da las notas a Talbot y al doctor. Mannering estudia las notas y aprende cómo intercambiar la vida de ambos, creyendo que el laboratorio puede ser reparado para la tarea.
Mientras tanto, los aldeanos están preocupados al ver que llegan cajas de instrumental para el Dr. Mannering y sus experimentos sin aún saber nada de lo que sucede en las ruinas. Vazec, el posadero, idea un plan para destruir con dinamita el dique que pasa por encima de la vieja propiedad e inundarlo por completo, acabando con todos sus problemas. El burgomaestre rechaza el plan como la idea de un borracho, pero Vazec está determinado y pone su plan a acción.
Desgraciadamente la curiosidad científica del Dr. Mannering por poner al monstruo al máximo de sus fuerzas se impone a la lógica y, ante el horror de Elsa, decide revivirlo. El experimento coincide con una noche de luna llena y Talbot se transforma al mismo tiempo que el monstruo recupera su fuerza (y la vista); ambos escapan a sus ataduras.
El monstruo comienza a llevarse a Elsa, pero el hombre lobo le ataca y huye del castillo con Mannering. El hombre lobo y el monstruo se enzarzan en una lucha hasta que ambos son barridos por la inundación cuando Vazec dinamita el dique.

## Reparto
- Lon Chaney, Jr. como Lawrence "Larry" Talbot / El Hombre Lobo.
- Bela Lugosi como el monstruo de Frankenstein.
- Ilona Massey como la baronesa Elsa Frankenstein.
- Patric Knowles como el doctor Mannering
- Lionel Atwill como el alcalde.
- Maria Ouspenskaya como Maleva.
- Dennis Hoey como el inspector Owen.
- Don Barclay como Franzec.
- Rex Evans como Vazec.
- Dwight Frye como Rudi.
- Harry Stubbs como Guno.
- Doris Lloyd como la enfermera del doctor Mannering

## Estructura
En su última edición y estreno, Frankenstein Meets the Wolf Man está dividida en dos partes casi iguales. Las escenas iniciales cuentan la historia de la resurrección de Talbot, la sucesión de asesinatos, su hospitalización, y la escapada a través de Europa. Se pierde mucho tiempo con el policía secundario, el inspector Owen, y en escenas con un desesperado Talbot hospitalizado por el Dr. Mannering. El descubrimiento del Monstruo y la búsqueda de las notas científicas del Dr. Frankenstein no llegan hasta que han pasado treinta y cinco minutos de película. La segunda mitad presenta al Monstruo, a Elsa, y el pueblo de Vasaria y sus habitantes.

## Producción
El guionista Curt Siodmak contaba que durante una comida en el estudio bromeó con el productor George Waggner diciéndole que se le había ocurrido un gran título para una nueva película de la serie (y, también, que necesitaba dinero para un coche nuevo): "Frankenstein Meets the Wolf Man". Waggner, conocido por su poco sentido del humor, se levantó de la mesa pero poco después llamó a Siodmak a su oficina, diciéndole que "adelante, podía comprarse el coche." Confundido pero complacido, el escritor comenzó a trabajar; así que la próxima película sería Frankenstein y el hombre lobo, que serviría de secuela tanto al Hombre Lobo como a Ghost of Frankenstein.

Justo después de su éxito en Drácula, Bela Lugosi había sido la primera elección para interpretar al monstruo en la versión de Universal de Frankenstein, pero Lugosi rechazó el papel mudo y rudo: cuando fue concebido por el director original Robert Florey, el monstruo era una mera máquina de matar sin cerebro nada apropiado para un Lugosi en auge y con su carrera como actor principal. Después del cambio de director a James Whale, junto con un guion importante y una revisión conceptual, el prácticamente desconocido Boris Karloff era entonces lanzado como estrella. (Florey después escribió que «el actor húngaro no se mostró muy entusiasta para la función y no lo quiso interpretar»). Ocho años después, Lugosi se unió la película como Ygor, el retorcido compañero del monstruo en Son of Frankenstein. Volvió al papel en la secuela Ghost of Frankenstein, donde el cerebro de Ygor es implantado al monstruo (ahora Chaney), haciendo que la criatura tenga la voz de Lugosi. Después de que los planes para que Chaney interpretase tanto al monstruo como al hombre lobo) en la siguiente película se fuesen al traste por razones logísticas, el paso próximo natural era para Lugosi, que cumplió sesenta años durante la producción de la película, para poder interpretar el papel para el que fue concebido.
El guion original —y de hecho tal y como se rodó originalmente la película— hacía que el Monstruo tuviese diálogo durante toda la acción, incluyendo referencias a los acontecimientos de Ghost of Frankenstein e indicaba que el Monstruo era ahora ciego (efecto secundario del trasplante de cerebro revelado al final de la película anterior, y la razón de su icónico caminar rígido "o Manera de andar de Frankenstein"). Según Siodmak, la audiencia de un primer visionado reaccionó negativamente a esto, encontrando la idea del Monstruo que habla con un acento húngaro involuntariamente gracioso (a pesar de que el Monstruo habló con la voz de Lugosi al final de El Fantasma de Frankenstein, las audiencias habían sido cuidadosamente preparadas para ello por el argumento de la película). Esta ha sido generalmente aceptada como la razón de que virtualmente todas las  escenas en que Lugosi habla se eliminaron (aun así dos escenas breves quedan en la película provocando que Lugosi mueva la boca sin sonido). Todas las  referencias a la ceguera también fueron eliminadas, rendering el Monstruo  groping los gestos no motivados para aquellos unfamiliar con el final de la película anterior. Cercano-ups de Lugosi  ojos durante la escena de revitalización y su mal, sabiendo leer a Patric Knowles estuvo supuesto para indicar que su visión había sido restaurada, pero en el contexto definitivo de la película esto significa nada. Consiguientemente, Lugosi es onscreen literalmente para único unos cuantos minutos, dejando el hombre lobo como el foco primario de la película.
Lugosi sufrió de cansancio durante algunos momentos del rodaje y su ausencia del set, unida a las limitaciones físicas debidas a su edad, requería continuamente de dobles. El extra Gil Perkins interpretó al monstruo en la primera escena en la que aparece el personaje (a los treinta y cinco minutos de película) y durante la mayoría de luchas de monstruos. Aunque se llegó a rodar un Lugosi en el hielo, la primera escena en la que se ve al monstruo a quien vemos es a Perkins. Se suele acreditar al extra Eddie Parker como único doble de Lugosi pero interpretó mayormente a las escenas de riesgo del hombre lobo. Sin embargo aparece como el monstruo en al menos una toma y probablemente un tercer extra también hizo de Lugosi en dos breves secuencias. El resultado editado sugiere que fue doblado incluso escenas exentas de esfuerzos físicos, y la utilización de varios extras en planos cercanos y medios pone en peligro la continuidad del maquillaje de Lugosi. Por ejemplo los dobles en la escena de lucha ponen rígidos los brazos incluso cuando no es un gesto habitual en el personaje ciego. En algunos planos Lugosi aparece doblando los codos pero al momento aparecen rígidos.
Éste sería el último film de la Universal con el monstruo como personaje principal; en las posteriores House of Frankenstein y House of Dracula el monstruo, interpretado por Glenn Strange, es devuelto a la vida en las últimas escenas (en la comedia de 1948 Abbot y Costello contra los fantasmas (el segundo y último film en el que Lugosi interpreta a Drácula), Strange tiene un papel mayor y la criatura vuelve a hablar pero con un diálogo limitado, simplemente murmurando "Sí, maestro"). Fue también la última película de Universal donde aparecería un personaje de la familia Frankenstein.

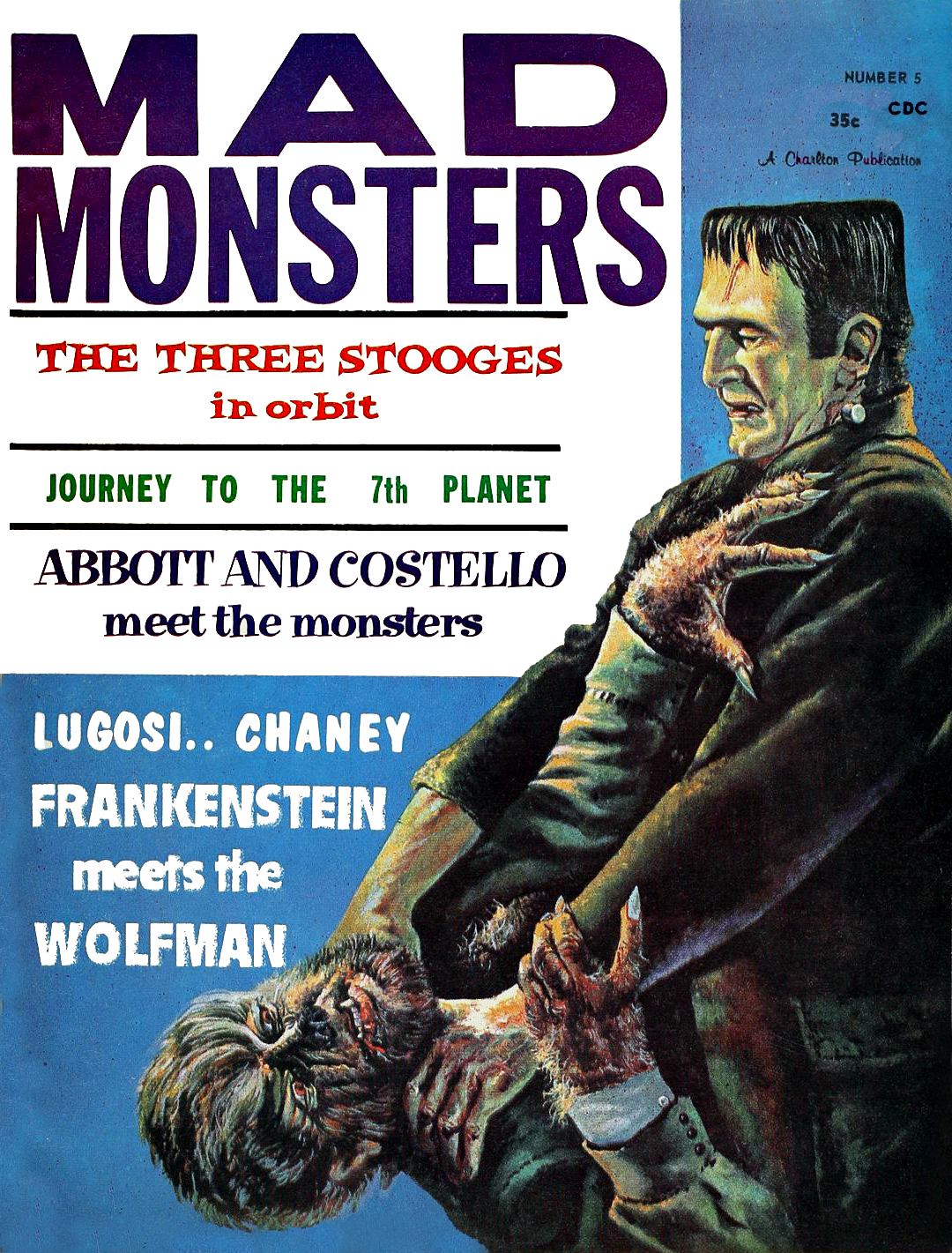
1961 portada de revista que describe el clímax de la batalla entre el monstruo de Frankenstein y el hombre lobo.

Bosley Crowther de The New York Times consideró la película "una gran decepción" porque pensaba que la lucha entre los dos monstruos fue demasiado corta y demasiado tarde. "Demasiado mala. No muy horrible. Universal tendrá que probar otra vez,"  escribió. Otras críticas de la época fueron más positivas. Variety consideró a la película «expertamente ideada y llena de suspense [...] el director Roy William Neill combina movimiento y suspense para mantener el interés de audiencia como un avión que planea por encima». Harrison´s reports escribió: «Para aquellos devotos a quienes les gustan las películas de terror fuertes, esta cumple perfectamente [...] La acción y la rareza de la atmósfera conforman un patrón familiar, pero no en detrimento de la naturaleza horrenda de la película». Film Daily la llamó "un festín de horror en que los devotos de lo extraño y lo fantástico estallarán de alegría. Los momentos para gritar se ofrecen con bastante generosidad."

## Tributos
Un tributo a este encuentro de dos películas de terror legendarias sucede al principio de Alien vs. Predator, cuando está siendo vista en una televisión en la estación receptora de satélite. En la versión americana de la película King Kong vs. Godzilla (otro emparejamiento de monstruos míticos en colaboración de Universal y Toho), la música de la escena de lucha final entre el Monstruo y el Hombre Lobo, suena durante la lucha final entre Godzilla  y King Kong.
La película de 2009 La casa del Hombre Lobo es un tributo a Frankenstein y el Hombre de Lobo y a otras mezclas de clásicos de la  Universal presentando también un enfrentamiento entre el monstruo de Frankenstein y el Hombre Lobo.